# Élections générales espagnoles de 1841
Les élections générales espagnoles de 1841 sont les élections à Cortès célébrées en Espagne le 1er février 1841, durant la régence d'Espartero, au suffrage censitaire masculin.